# Via Salaria

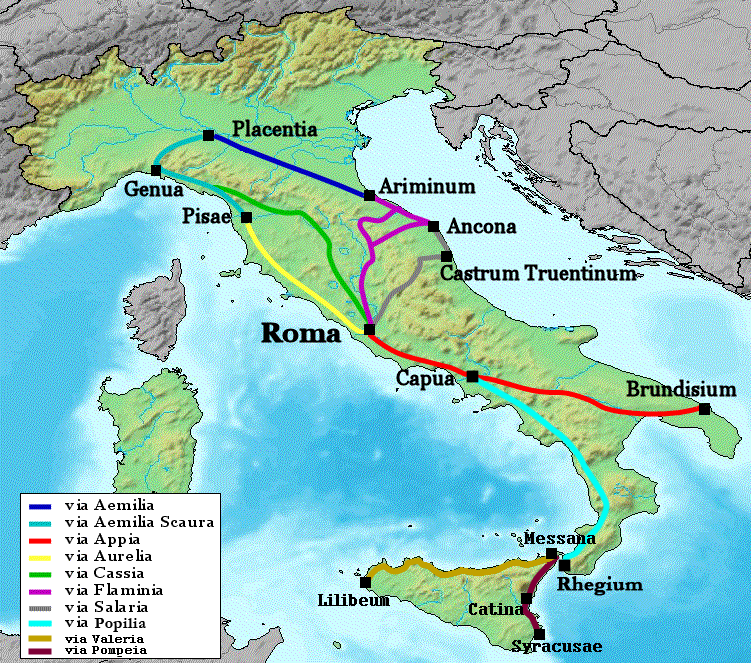
římská silniční síť. Via Salaria je šedá.

Via Salaria je antická solná cesta, která vedla ze severní Itálie přes Latium, kde leží Řím až do střední Itálie. V době vlády Etrusků zajistila Římu faktický solný monopol a byla zdrojem bohatství. Během konfliktu se Sabiny byla přerušena a to vedlo k velkým hospodářským problémům.

Via Salaria vedla z Říma k Jaderskému moři do města Castrum Truentinum. V současné době je začleněna do italské silniční sítě pod označením SS4. Silnice překonávala řeku Aniene důležitým mostem Ponte Salario.